# Zweite Amtseinführung von Donald Trump

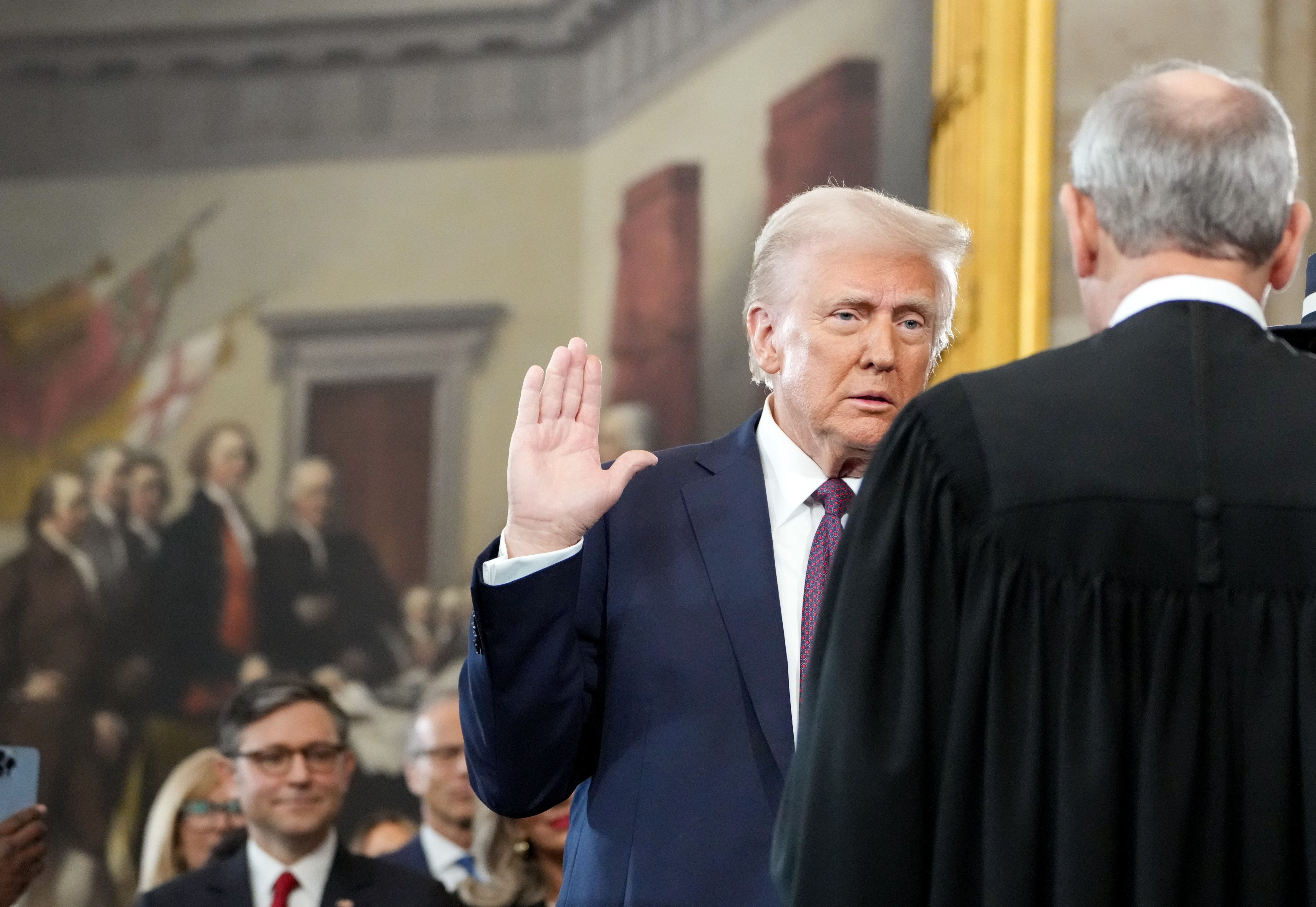
Donald Trump leistet den Amtseid als 47. Präsident der Vereinigten Staaten

Die zweite Amtseinführung von Donald Trump als 47. Präsident der Vereinigten Staaten und 60. Vereidigung eines US-Präsidenten fand am Montag, den 20. Januar 2025, in der Rotunde des Kapitols in Washington, D.C. statt. Sie markierte den Beginn der zweiten Präsidentschaft von Donald Trump und der ersten Amtszeit von JD Vance als Vizepräsident.
Es ist die zweite, nicht aufeinanderfolgende Wiederernennung eines US-Präsidenten, nach der zweiten Amtseinführung von Grover Cleveland im Jahr 1893. Zudem ist es auch die erste Präsidentschaftseinführung, die seit Ronald Reagans öffentlicher Amtseinführung im Jahr 1985 in Innenräumen stattfindet.
In Abgrenzung dazu ist die erste Amtseinführung von Donald Trump diejenige, in der Donald Trump als 45. Präsident der Vereinigten Staaten das Amt des Präsidenten der USA übernahm. Sie fand auf den Tag genau acht Jahre zuvor am 20. Januar 2017 statt.
Die Amtseinführung umfasst eine Vereidigungszeremonie, eine Unterzeichnungszeremonie, ein Einführungsessen, eine Prozession und eine Parade.

## Präsidialer Übergang

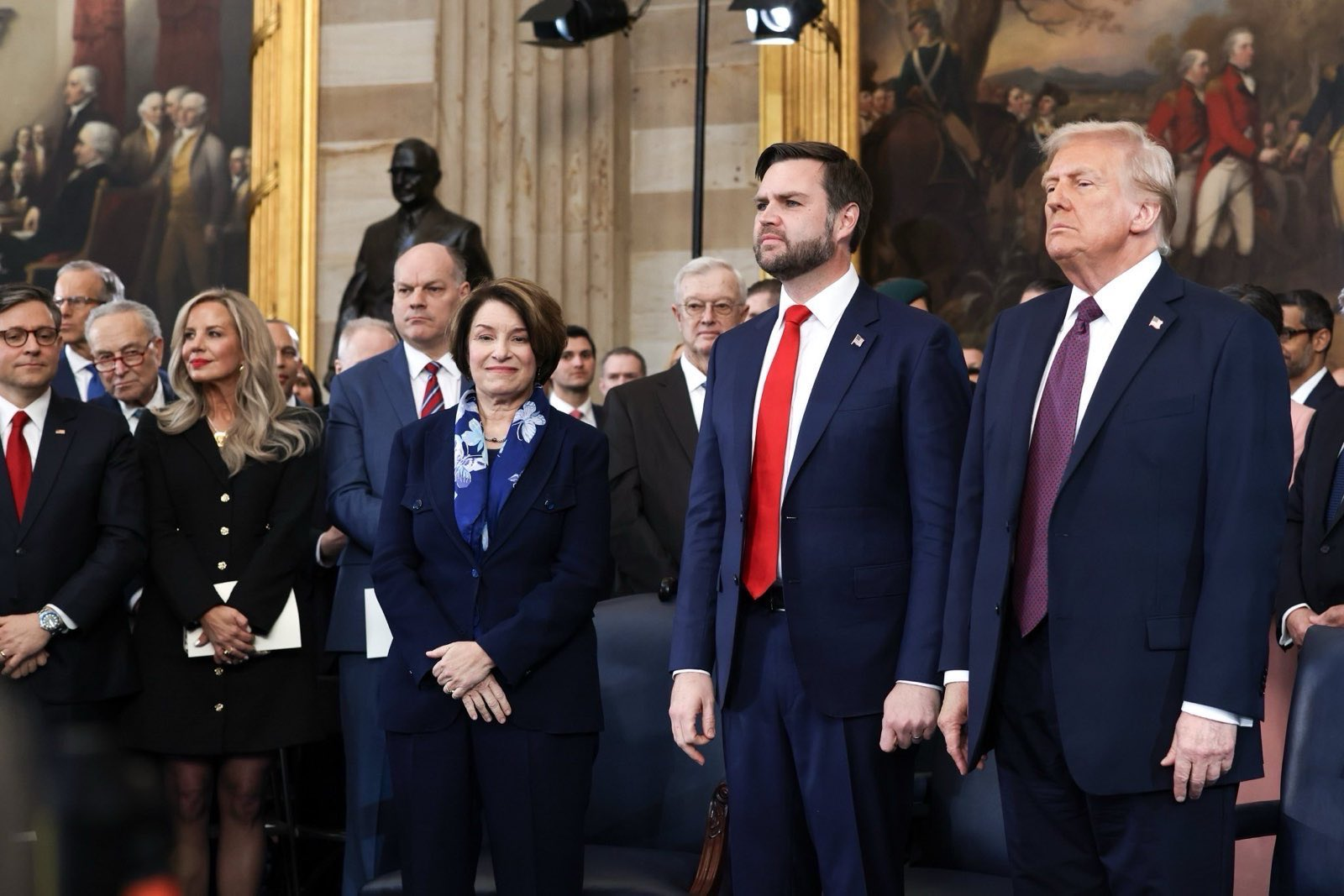
JD Vance und Trump kurz vor Vereidigung

Die Amtseinführung markierte den formellen Abschluss des präsidialen Übergangs von Joe Biden zu Donald Trump, welcher begann, als Trump die US-Präsidentschaftswahl am 6. November 2024 gewann und zum gewählten Präsidenten wurde. Trump und sein Mitkandidat JD Vance wurden am 17. Dezember 2024 offiziell vom Electoral College gewählt. Der Sieg wurde durch die Auszählung der Wahlstimmen in einer gemeinsamen Sitzung des Kongresses am 6. Januar 2025 bestätigt.

## Amtseinführung

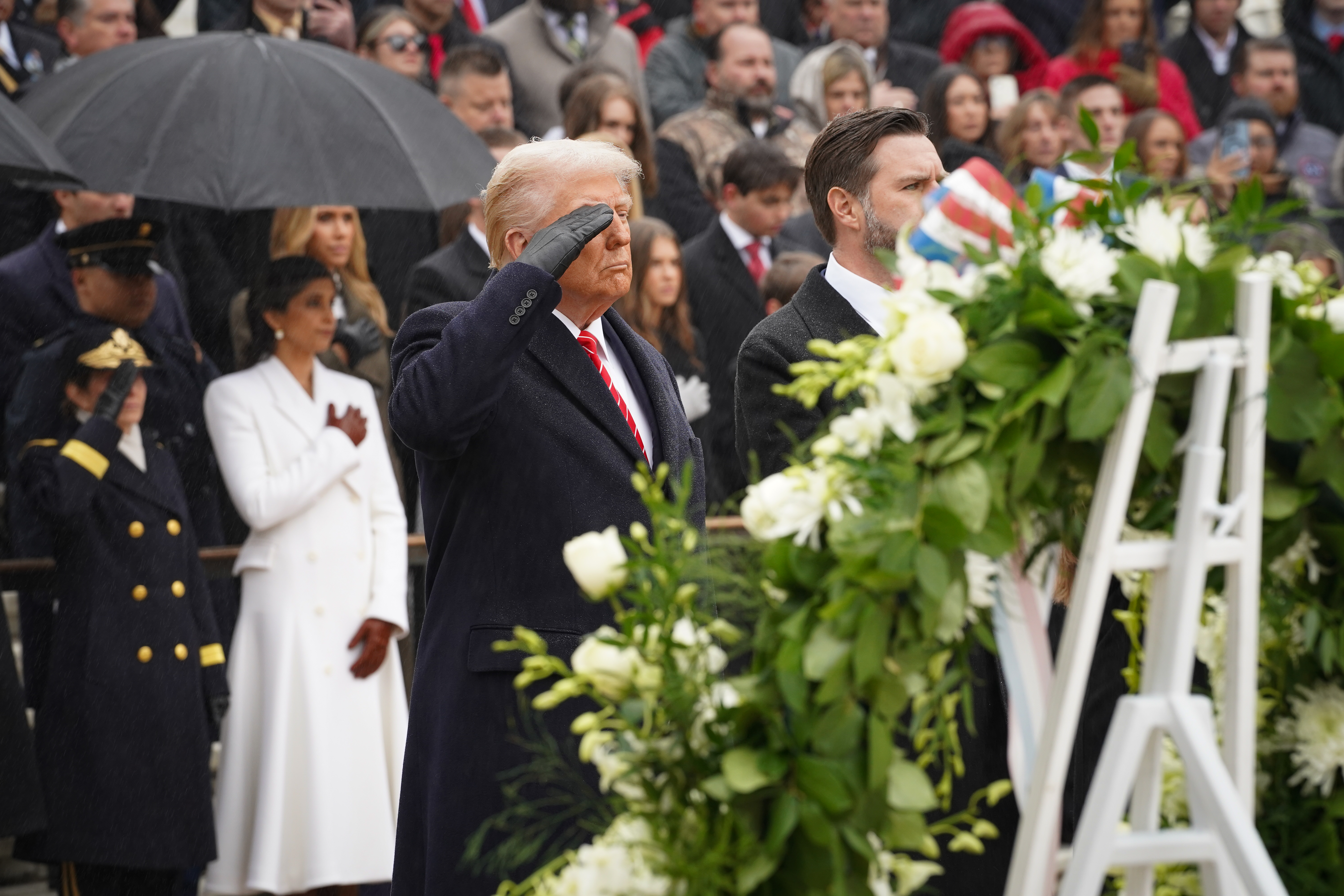
Trump und Vance im Nationalfriedhof in Arlington.

Die Amtseinführung fand am dritten Montag im Januar statt und fiel damit auf den Martin Luther King Day. Dies war, nach der zweiten Amtseinführung von Bill Clinton im Jahr 1997, das zweite Mal, dass eine Amtseinführung auf denselben Tag wie dieser Feiertag fiel. Am 17. Januar kündigte Trump an, dass die Zeremonie aufgrund der Kälte in die Rotunde des Kapitols der Vereinigten Staaten verlegt wird, was zuvor nur ein einziges Mal bei der öffentlichen zweiten Amtseinführung von Ronald Reagan am 21. Januar 1985 der Fall war.

### Planung
Im Mai 2024 setzten beide Kammern des Kongresses ein gemeinsames Komitee für die Amtseinführungszeremonien ein, das den Bau der Plattform und anderer temporärer Strukturen überwachen sollte, die für die Zeremonien und Feierlichkeiten im Freien vorgesehen waren.
Am 9. November 2024 kündigte Trump die Gründung des Trump Vance Inaugural Committee, Inc. an, einer Organisation, die der Planung der Amtseinführungsveranstaltungen gewidmet ist. Die Co-Vorsitzenden des Komitees sind Steve Witkoff und die ehemalige US-Senatorin Kelly Loeffler, langjährige Freunde und Unterstützer des designierten Präsidenten.
Aufgrund von schlechtem Wetter sollte die Amtseinführung nicht wie üblich im Außenbereich stattfinden, sondern wurde örtlich verlagert.

### Tag vor der Einführung
Am Tag vor der Einführung besuchten Trump und Vance zusammen mit Angehörigen der Opfer des Anschlags auf den Flughafen in Kabul 2021 den Nationalfriedhof in Arlington. Sie legten einen Kranz an der Grabstätte des unbekannten Soldaten nieder. Am Abend hielt Trump eine Siegeswahlkampfveranstaltung in der Capital One Arena in Washington, D.C. Bei der Veranstaltung traten die Musiker Kid Rock und Lee Greenwood sowie Schauspieler Jon Voight und Tesla-CEO Elon Musk vor tausenden Befürwortern Trumps auf.

### Zeremonien am Tag der Einführung
| Zeremonie                | Ort                                                         | Beschreibung |
| ------------------------ | ----------------------------------------------------------- | --- |
| Gottesdienst             | St. John’s Episcopal Church                                 | Trump begann den Tag damit, an einem Gottesdienst in der St. John’s Episcopal Church teilzunehmen, die gegenüber dem Lafayette Park vom Weißen Haus liegt, eine Tradition für den designierten Präsidenten. |
| Tee im Weißen Haus       | Weißes Haus                                                 | Trump und die zukünftige First Lady Melania Trump trafen den bisher amtierenden Präsidenten Joe Biden und die First Lady Jill Biden im Weißen Haus zu einem Tee. Dies wird traditionell abgehalten, um einen neuen Präsidenten zu begrüßen. |
| Vereidigungszeremonie    | Rotunde des Kapitols der Vereinigten Staaten                | Die offizielle Vereidigung des Präsidenten fand 2025 aufgrund tiefer Temperaturen (es herrschten minus drei Grad Celsius) in den Innenräumen des Kapitols statt. Damit fand die Einführung am gleichen Ort wie der Sturm auf das Kapitol im Jahr 2021 statt. Es gab eine musikalische Einleitung des Combined Choirs der University of Nebraska–Lincoln, ein Präludium The President’s Own von der United States Marine Band, eine Eröffnungsansprache von Senatorin Amy Klobuchar, je ein Gebet von Kardinal Timothy Dolan und Pastor Franklin Graham und eine Musiknummer Oh, America!, gesungen von Christopher D. Macchio. Auf den Vizepräsidenteneid von JD Vance folgte die Musiknummer America the Beautiful von Carrie Underwood, dem Armed Forces Chorus und dem United States Naval Academy Glee Club. Der Präsidenteneid von Donald Trump wurde durchgeführt von Richter John Roberts. Trump ignorierte die Bibel, die seine Frau neben ihm bereit hielt. Es folgte The Battle Hymn of the Republic vom U.S. Naval Academy Glee Club. Pater Frank Mann sprach ein Bitt- und Lobgebet. Es folgte die Antrittsrede des Präsidenten. Auf die Vereidigung folgte ein Schlussgebet von Rabbi Ari Berman, Imam Husham Al-Husainy, Pastor Lorenzo Sewell und Pater Frank Mann. Es folgte die Nationalhymne The Star-Spangled Banner von Christopher Macchio. Der ehemaliger Präsident Joe Biden und die ehemalige Vizepräsidentin Kamala Harris wurden beim Verlassen des Kapitols verabschiedet. |
| Unterzeichnungszeremonie | Präsidentenraum des Kapitols der Vereinigten Staaten        | Danach folgte die Zeremonie im Unterzeichnungsraum des Präsidenten, bei der der Präsident, begleitet von Mitarbeitern und Mitgliedern des Kongresses, in den Raum des Präsidenten neben dem Senatssaal geht und dort Nominierungen, Memoranden, Proklamationen oder Exekutivbefehle unterzeichnet. |
| Einführungsessen         | National Statuary Hall des Kapitols der Vereinigten Staaten | Nachdem der neu gewählte Präsident die Unterzeichnungen geleistet hatte, wurde er in die Statuary Hall im US-Kapitol geleitet, wo die traditionelle Inaugurationslunch stattfand. Das Gemeinsame Komitee für Inaugurationszeremonien (JCCIC) veranstaltet den traditionellen Inaugurationslunch. Diese Tradition reicht bis ins Jahr 1897 zurück, als das Senatskomitee für Arrangements ein Mittagessen für Präsident William McKinley gab. |
| Truppenparade            | Emancipation Hall des Kapitols der Vereinigten Staaten      | Der „Pass in Review“ ist eine Truppeninspektion und eine traditionelle Zeremonie, die normalerweise auf den Stufen des US-Kapitols stattfindet. Wie der Rest der Festlichkeiten des Tages wurde auch diese aufgrund niedriger Temperaturen (es herrschten circa minus 3 Grad Celsius) nach innen verlegt. |
| Parade                   | Capital One Arena                                           | Normalerweise würden der Präsident und sein Gefolge nach der Vereidigung zu Fuß die Pennsylvania Avenue zum Weißen Haus hinuntergehen. Wegen der Temperatur wurde die Parade aber in die Capital One Arena verlegt. Während der Parade in der Arena unterzeichnete Trump vor seinen Anhängern mehrere seiner ersten Exekutivanordnungen. |

### Gäste (Auswahl)
Trumps Amtseinführung war die erste in der US-Geschichte, bei der ein Präsident ausländische Staats- und Regierungschefs offiziell zur Zeremonie begrüßte.
Der scheidende US-Präsident Joe Biden, die scheidende US-Vizepräsidentin und unterlegene demokratische Gegenkandidatin Kamala Harris, die ehemaligen US-Präsidenten Bill Clinton, George W. Bush und Barack Obama nahmen an der Amtseinführung teil. Mit Ausnahme von Michelle Obama nahmen auch die lebenden ehemaligen First Ladies (Hillary Clinton und Laura Bush) teil. Mike Pence, der Vizepräsident in Trumps erster Amtszeit gewesen, war ebenfalls anwesend.
Folgende ausländische Politiker wurden Berichten zufolge eingeladen oder hatten angekündigt, an der Amtseinführung teilzunehmen:
- Der chinesische Präsident Xi Jinping wurde zu der Zeremonie eingeladen, jedoch durch Vizepräsident Han Zheng vertreten.[29]
- El Salvadors Präsident Nayib Bukele[30]
- Die italienische Premierministerin Giorgia Meloni[30][31][32]
- Der israelische Premierminister Benjamin Netanjahu[33]
- Argentiniens Präsident Javier Milei[30][31]
- Ecuadors Präsident Daniel Noboa[30]
- Paraguays Präsident Santiago Peña
- Edmundo González, den die USA als Gewinner der venezolanischen Präsidentschaftswahl 2024 anerkennen, sollte Berichten zufolge ebenfalls teilnehmen.[34]
- Georgiens Präsidentin Salome Surabischwili (Status als Amtsinhaberin umstritten)[35]
- Indiens Außenminister Subrahmanyam Jaishankar[30]
- Australiens Außenministerin Penny Wong[36]
- Japans Außenminister Takeshi Iwaya[37]
- Tino Chrupalla, Jan Wenzel Schmidt und Beatrix von Storch von der deutschen AfD.[38] Alice Weidel wurde ebenfalls eingeladen, nahm jedoch nicht an der Amtseinführung teil.[30]
- Jürgen Hardt, außenpolitischer Sprecher der CDU/CSU-Fraktion im Deutschen Bundestag[38]
- Die französischen Reconquête-Politiker Éric Zemmour und Sarah Knafo[39]
- Der spanische Vox-Vorsitzende Santiago Abascal Conde[30]
- Der Vorsitzende des belgischen Vlaams Belang, Tom Van Grieken[31]
- Der Vorsitzende von Reform UK, Nigel Farage[31]
- Herbert Kickl (FPÖ) aus Österreich wurde eingeladen, nahm aber nicht an der Amtseinführung teil.[40]
- Ungarns Premierminister Viktor Orbán wurde nicht eingeladen, auch kein anderes ungarisches Regierungsmitglied.[41]

Folgende Geschäftsleute nahmen teil (Auswahl):
- Elon Musk, CEO von Tesla, Eigentümer von X und SpaceX
- Amazon-Gründer Jeff Bezos
- Meta-Chef Mark Zuckerberg
- Apple-Chef Tim Cook
- David Bazucki, CEO von Roblox
- Sundar Pichai, CEO von Alphabet
- Sam Altman, CEO von OpenAI
- Uber-Chef Dara Khosrowshahi
- Bayer-Chef Bill Anderson[38]
- Mukesh Ambani, von Reliance Industries aus Indien
- Bernard Arnault und Tochter Delphine Arnault von LVMH aus Frankreich[43]

Mehrere Prominente und Sportler, darunter Victor Willis, Carrie Underwood, Antonio Brown, Mike Tyson, Jorge Masvidal, Evander Kane, Justin Quiles, Rod Wave, Kodak Black und Fivio Foreign, bestätigten ihre Teilnahme an der Zeremonie.
Mehrere demokratische Kongressmitglieder hatten beschlossen, Trumps Amtseinführung zu boykottieren.

## Rede Trumps zur Amtseinführung
Bei seiner Rede zur Amtseinführung kündigte Trump unter anderem an, noch am selben Tag einen Notstand für die Grenzregion zu Mexiko auszurufen, einen Energienotstand zu befehlen, um die inländische Ölförderung zu steigern, mittel- und südamerikanische Drogenkartelle als Terrororganisationen einzustufen, zur Bekämpfung von kriminellen ausländischen Banden den Alien Enemies Act zu aktivieren und eine als Remain in Mexico betitelte und in Trumps erster Amtszeit angewendete Migrationspolitik wieder in Kraft zu setzen. Er kündigte außerdem an, innerhalb von sieben Tagen den Golf von Mexiko in Golf von Amerika umzubenennen, Soldaten, die aus dem US-Militär entlassen wurden, weil sie sich einer COVID-Impfung verweigert haben, zu rehabilitieren und eine Regierungspolitik zu beenden, „die versucht, Rasse und Geschlecht in jeden Aspekt des öffentlichen und privaten Lebens einzubeziehen“. Es solle laut Trump eine Gesellschaft geben, die bezüglich der Hautfarbe „farbenblind ist und auf Leistung basiert“.

## Proteste gegen die Amtseinführung

### Boykott
Mehrere Mitglieder der Demokratischen Partei im 119. Kongress entschieden sich, die Amtseinführung zu boykottieren. Dieser Boykott wird als ein erstes Zeichen des Widerstands gegen die kommende Regierung angesehen. Mehrere Gründe wurden für die Entscheidung zum Boykott angegeben, darunter die Überschneidung der Veranstaltung mit den Feierlichkeiten zum Martin Luther King Day sowie Erinnerungen an den Angriff auf das Kapitol der Vereinigten Staaten am 6. Januar 2021.

### Demonstrationen
Demonstrationen fanden am Wochenende vor und am Tag der Amtseinführung in Städten und Gemeinden in den gesamten Vereinigten Staaten statt. Die Organisatoren des feministischen Women’s March, der am Tag nach Trumps erster Amtseinführung und in jedem der folgenden Jahre stattfand, benannten ihre Veranstaltung in People's March um und führten Veranstaltungen an mindestens 70 Standorten durch. Der People's March wurde in Zusammenarbeit mit Abortion Rights Now, dem Sierra Club, Planned Parenthood, der ACLU und dem National Women's Law Center organisiert.
Die Teilnehmerzahl (ca. 5.000 Teilnehmer) der Märsche in Washington war weitaus geringer als die erwarteten 50.000 Teilnehmer, die bereits nur ein Zehntel der Teilnehmerzahl der ersten Demonstrationen von 2017 ausgemacht hätten. 2017 waren beim Women's March noch circa eine halbe Million Demonstranten auf die Straßen in Washington D.C gegangen.